# Karl Joachim Ebeling

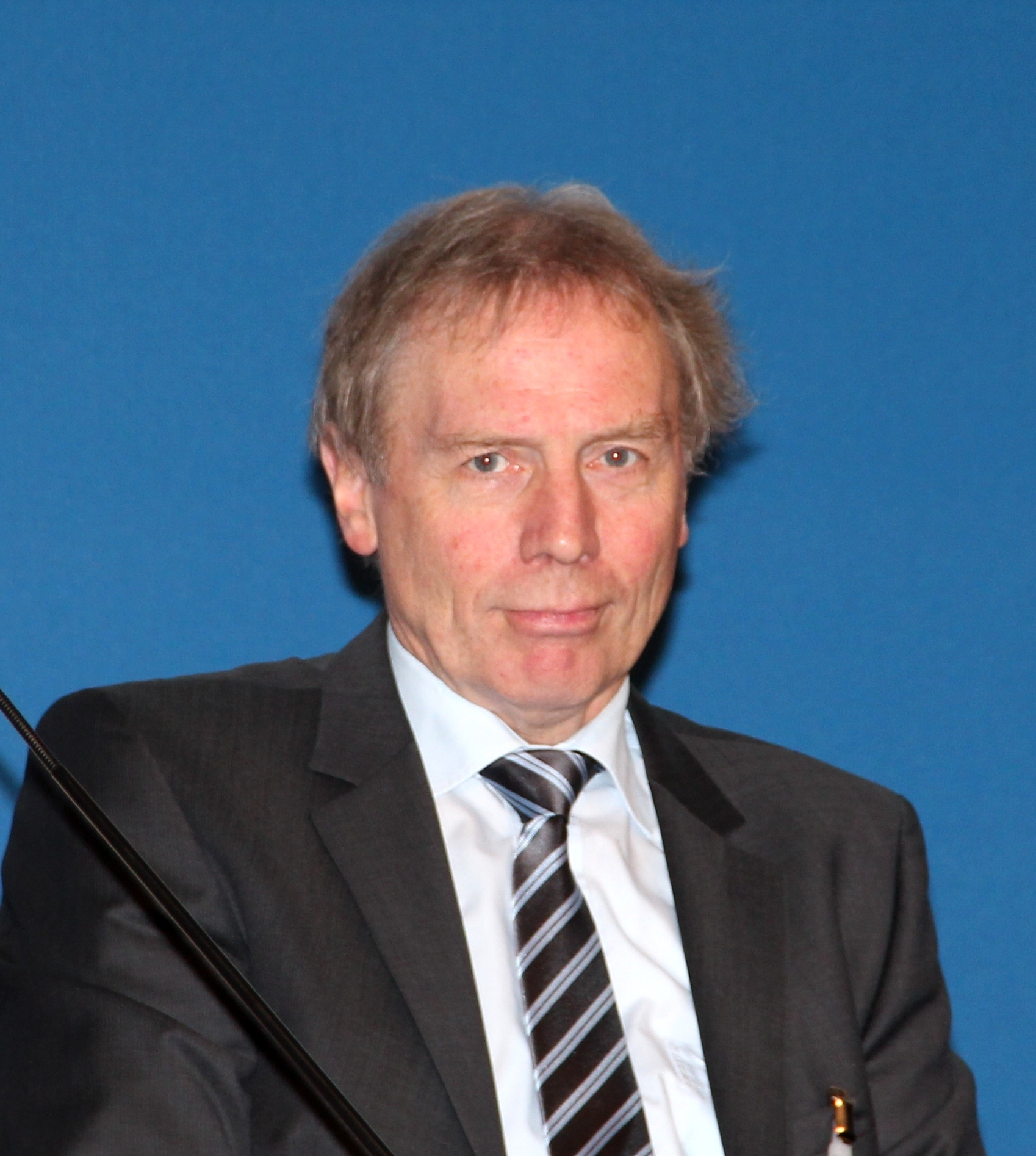
Karl Joachim Ebeling 2013

Karl Joachim Ebeling (* 27. Oktober 1949 in Hehlen) ist ein deutscher Physiker und war von 2003 bis 2015 Präsident der Universität Ulm. Seine wissenschaftlichen Leistungen liegen vor allem auf dem Gebiet der Optoelektronik.

## Leben und Wirken
Ebeling studierte Physik in Göttingen von 1969 bis 1973 und promovierte 1976 mit summa cum laude über Hochfrequenzholographie lasererzeugter Kavitationsblasen zum Dr. rer. nat. Von 1976 bis 1977 arbeitete er als Postdoc an der Universität Ulm, ging dann zurück nach Göttingen, wo er sich 1984 im Fach Physik habilitierte. Während Gastaufenthalten an den Bell Laboratorien in Holmdel, USA, entdeckte er die Einmodenoszillation gekoppelter Halbleiterlaser unter Hochfrequenzmodulation. Er war auch an der Entwicklung des ersten monolithischen Zweielement-Halbleiterlasers beteiligt und erarbeitete eine allgemeine Theorie für Mehrelement-Halbleiterlaser.
Von 1985 bis 1989 übernahm er als Professor am Institut für Hochfrequenztechnik der TU Braunschweig die Leitung der Abteilung Hochfrequenzhalbleiter. Hier beschäftigen ihn die optische Signalverarbeitung in integriert-optischen Systemen, schmalbandige durchstimmbare Halbleiterlasersysteme für die kohärent-optische Nachrichtenübertragung und die Molekularstrahlepitaxie.
1989 folgt er dem Ruf der Universität Ulm und übernahm den Aufbau und die Leitung der neuen Abteilung Optoelektronik. Er forschte und entwickelte Quantenstrukturierte III-IV-Halbleiter, integriert-optoelektronische Halbleiterbauelemente, Glasfaserübertragungssysteme und optische Signalverarbeitung sowie Halbleiterbauelemente auf der Basis von Galliumnitrid. Besondere Bedeutung erlangte seine Arbeitsgruppe mit Oberflächenemittern (VCSEL). Sie war im Jahr 2001 die Basis einer universitären Ausgründung (U-L-M Photonics GmbH) zur Entwicklung, Fertigung und zum weltweiten Vertrieb neuartiger Vertikallaserdioden für verschiedene Einsatzbereiche. Das  zwischenzeitlich vom Philips-Konzern übernommene Unternehmen gehört heute nach der Weitveräußerung im Jahr 2018 zum TRUMPF-Konzern und beschäftigt weltweit rund 300 Mitarbeiter (Stand 2023). Es ist im Ulmer Science Park angesiedelt und der Universität nach wie vor eng verbunden.
Von 1995 bis 2001 war er Prorektor für Forschung an der Universität Ulm. Von April 2001 bis Mitte 2003 wurde er für seine Tätigkeit als Forschungsdirektor beim Chiphersteller Infineon beurlaubt. In dieser Zeit beschäftigte er sich auch mit Ultrakurzkanaltransistoren als Elemente elektronischer Nanotechnologie, langwelligen Vertikallaserdioden, Prozessorarchitekturen, Polymer- und Molekularelektronik sowie elektronischen Bio- und Neurochips. 2003 kehrte er nach seiner Wahl als Rektor an die Universität Ulm zurück. Im Mai 2009 ist er als Präsident für eine zweite Amtszeit, beginnend im Oktober des gleichen Jahres, für weitere sechs Jahre einstimmig wiedergewählt worden. Von April 2012 bis März 2014 war er Vorsitzender der Landesrektorenkonferenz Baden-Württemberg.

## Auszeichnungen
Ebeling ist seit 1998 ordentliches Mitglied der Mathematisch-naturwissenschaftlichen Klasse der Heidelberger Akademie der Wissenschaften, seit 2010 auch Mitglied der Deutschen Akademie der Technikwissenschaften (Acatech). Im Mai 2010 ist er darüber hinaus von der Bundesregierung in die Nationale Plattform Elektromobilität berufen worden und hier mitverantwortlich für die Leitung der Arbeitsgruppe Nachwuchs und Qualifizierung. Er ist Mitglied des Aufsichtsrates der German University in Cairo (GUC).
- 1987 – Gottfried-Wilhelm-Leibniz-Preis
- 1997 – Karl Heinz Beckurts-Preis
- 2015 – Träger des Orden des Löwen von Finnland (Komtur)
- 2018 – Ehrenbürger der Universität Ulm[2]

## Veröffentlichungen
- Karl Joachim Ebeling: Integrierte Optoelektronik: Wellenleiteroptik Photonik Halbleiter. Springer-Verlag, Berlin 1992, ISBN 978-0-387-54655-1.